# Oceanomegopis
Oceanomegopis is een kevergeslacht uit de familie van de boktorren (Cerambycidae). De wetenschappelijke naam van het geslacht werd voor het eerst geldig gepubliceerd in 2009 door Komiya & Drumont.

## Soorten
Oceanomegopis omvat de volgende soorten:
- Oceanomegopis caledonica (Fauvel, 1906)
- Oceanomegopis kudrnai (Drumont & Vives, 2007)